# Basol
Basol (Basolus) fou dux d'Aquitània en el primer quart del segle vi.
A la mort de Clodoveu I el 511 els dominis d'aquest es van repartir entre els seus fills i el gran Teodoric I d'Austràsia (Thierry) va rebre el regne de Metz o Reims que s'estenia pels dos costats del Rin i la major part de la província d'Aquitània Primera (província eclesiàstica de Bourges) conquerida als visigots després de la batalla de Vouillé el 507, i que estava formada pel Berry, l'Alvèrnia, el Llemosí, el Gavaldà, Roergue, Carci, Velai i l'Albigès. Pels prelats que van assistir al concili de Clarmont d'Alvèrnia del 535 se sap que els bisbes del Berry, l'Alvèrnia, el Llemosí, el Gavaldà i Roergue eren subjectes de Teodobert I, fill i successor de Teodoric, i el Carci, Velai i l'Albigès se sap per altres fonts que eren part dels dominis de Teodoric des de la partició del 511. Teodoric va nomenar dux a Basol, esmentat com a comte d'Alvèrnia i com a duc d'Aquitània. El bisbat de Tolosa, en ser conquerida la ciutat per Clodoveu I va passar de ser dependència del metropolità de Narbona a ser-ho del de Bourges
Basol es va revoltar a Alvèrnia contra el rei i fou arrestat, però va ser perdonat i es va poder retirar al monestir de Saint-Pierre-le-Vif a Sens, on va abraçar l'estat monàstic.